# لطیفی
 لطیفی  شهری از توابع بخش مرکزی شهرستان لارستان در جنوب استان فارس در ایران، و در چند کیلومتری شمال شرقی شهر لار واقع شده‌است.

## ساکنان شهر
ساکنان این شهر از دو قسمت شیعه و سنی تشکیل می‌شوند، از منظر دیگر شهروندان لطیفی را می‌توان به دو گروه با اصلیت «چرخوی» و «لطیف بو» تقسیم کرد.
شیعیان لطیفی نیز خود به سه قسمت تقسیم می‌شوند. گروهی که از ابتدا در لطیفی سکونت داشته‌اند. دو گروه دیگر جهرمی‌ها و ترک‌ها هستند که در زمان سیاست یکجانشینی رضا خان همانند آنچه در شهر لار اتفاق افتاد در لطیفی سکونت گزیده‌اند. تعدادی از شهروندان لطیفی در کشورهای عربی حوزه خلیج فارس سکونت دارند.

## وجه تسمیه چرخاب
احتمالاً از پیرمردها و پیرزنها لطیفی یا روستاهای اطراف اصطلاح<چرخوی>یا <چرخ آب>را شنیده باشید، <چرخاو> همان <چرخاب> فارسی است و <چرخاب> مخفف <چرخ آب> یعنی همان وسیله‌ای است که در قدیم با آن آب را از چاه بیرون می‌کشیده اندو دلیل این نام‌گذاری نیز این بوده‌است که مردم این روستا از این وسیله استفاده می‌کردند. این موضوع در سفرنامه <ژان پاتیست تارونیه> سیاح و مؤلف فرانسوی که در زمان صفویه به لار مسافرت کرده‌است چنین نقل شده‌است:اول ماه آوریل ۵ ساعت بعد از نیمه شب به لار حرکت کردیم تا ۳ ساعت بعد از ظهر رفتیم و تمام در سنگلاخ ره سپردیم بیایان خشک و بی آب و علفی بود فقط یک قریه در این راه دیده شد، موسوم به <چرخاب> که درخت خرمای زیاد و قدری هم زراعت گندم داشت.
در سیصد سال پیش خالی از سکنه بود و تعدادی از اجداد و ساکنان فعلی لطیفی در سیصد سال پیش در فاصله ده کیلومتری خاوری لار در زیارتگاهی بنام <درویش عالی> زندگی می‌کردند، و ساکنان و ساکنان این منطقه از دو قوم <حسن چرخابی>و <باقر چرخابی> بودند و به آنان<چرخاب>می‌گفتند و از طریق کشاورزی و باغداری و به وسیله چاههای و چرخهای آبکش امرار معاش می‌نمودند و چرخاب به علت تخریب حوادث طبیعی یا شاید از زمان حمله افغان‌ها یا هنگام تسلط محمد خان بلوچ یا بالاخره در زمان نادر شاه افشار و لشکر کشی وی این قریه خراب، و مردم آن را کوچانده باشند.
لازم به توضیح است: که علت انتخاب نام لطیفی به عنوان محل سکونت به خاطر وجود آبی بوده که از قنوات<نیمه سال> لار به طرف لطیفی سرازیر شده بود.

## جمعیت
جمعت این شهر در سرشماری ۱۳۹۵ برابر با ۷۳۰۰ تن بوده است.